# 六フッ化セレン
六フッ化セレン（ろくフッかセレン、英: selenium hexafluoride）は、化学式がSeF6で表されるセレンの六フッ化物である。無色の有毒の気体で、ひどく不快な臭気を有する。
セレンとフッ素、または三フッ化臭素BrF3と二酸化セレンSeO2によって合成することができる。性質は六フッ化硫黄と類似している。多くのセレン化合物と同様にSeF6は超原子価化合物であり、八面体形分子構造を有する（Se-O結合長は168.8 pm）。
通常状態では水に不活性で、10%の水酸化ナトリウム水溶液または水酸化カリウム水溶液に通じても反応を起こさないが、アンモニアとは200 °Cで反応する。